# Walter Holbrook Gaskell

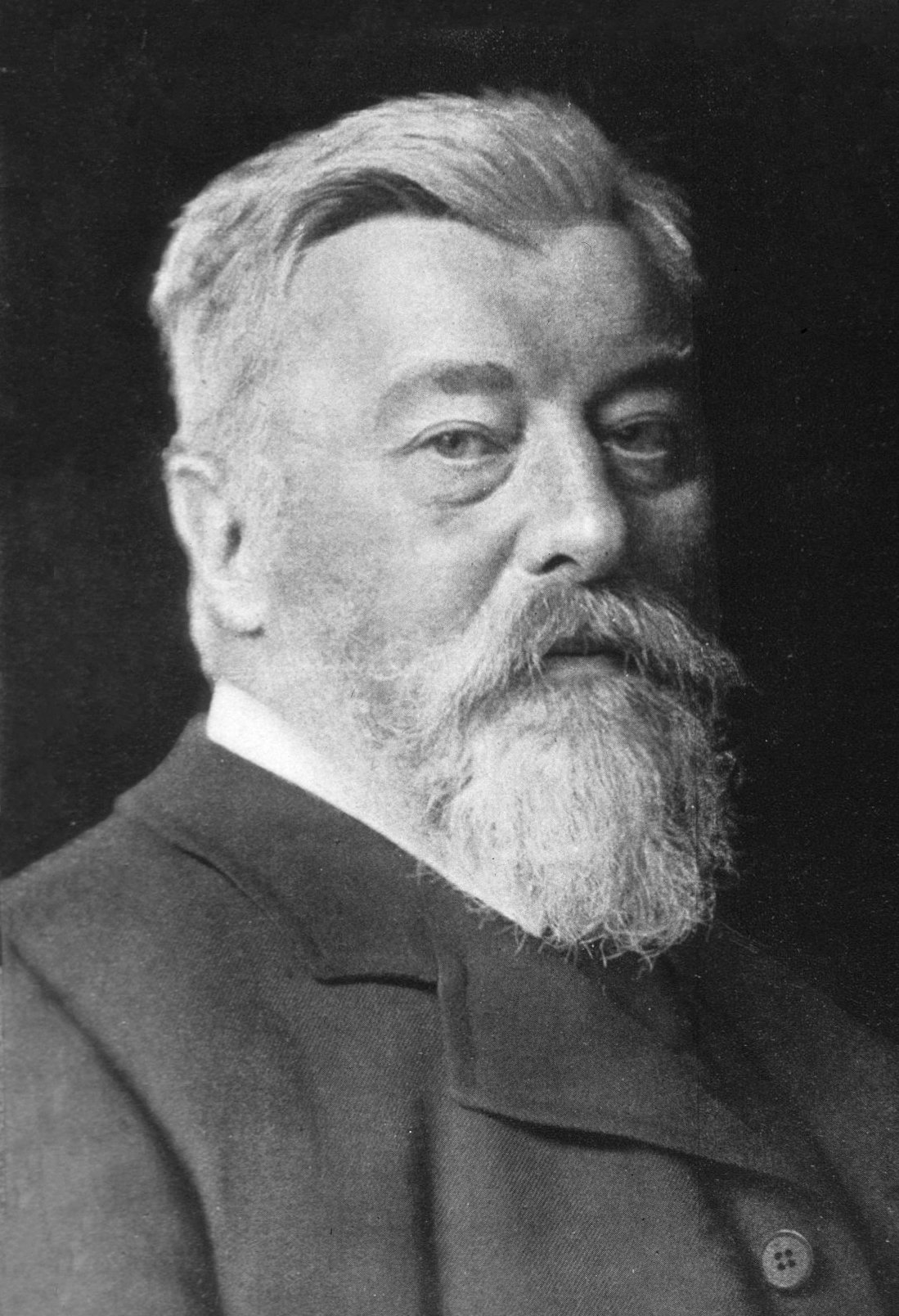
Walter H. Gaskell, vor 1910

Walter Holbrook Gaskell (* 1. November 1847 in Neapel; † 7. September 1914 in Great Shelford, Cambridge) war ein britischer Physiologe.
Gaskell studierte an der Universität Cambridge (Trinity College), wo er 1869 Wrangler in den Tripos-Prüfungen wurde und Fellow von Trinity Hall. Seine Ausbildung erhielt er zunächst als Mathematiker, er studierte aber 1874 Physiologie in Leipzig bei Carl Ludwig. Danach forschte er im physiologischen Labor in Cambridge, wo er 1883 Lecturer wurde.
Gaskell forschte zur Physiologie des Herzens, des Herzschlags und von Herzarrhythmien, insbesondere zum Reizleitungssystem. Von ihm stammen die Begriffe Herzblock (englisch heart block) und Fibrillation in der Kardiologie sowie Galopprhythmus (Dreierrhythmus des Herzens). Er wies experimentell nach, dass der Herzschlag aus automatischen rhythmischen Kontraktionen des Herzmuskels besteht, wobei sich die Erregungswelle vom Sinusknoten aus von Muskelfaser zu Muskelfaser ausbreitet.
Gaskell erkannte den Ursprung der sympathischen Nerven im Rückenmark. 1890 untersuchte er die Wirkung von Chloroform.
Im Jahr 1882 wurde er Fellow der Royal Society, deren Royal Medal er 1889 erhielt und deren Croonian Lecture er 1882 hielt.
1908 veröffentlichte er ein Buch über den Ursprung der Wirbeltiere. 1916 erschien seine die damaligen Kenntnisse über das autonome Nervensystem zusammenfassende Beschreibung.

## Schriften
- The origin of the vertebrates. Longmans, Green & Co., London 1908, Archive